# Церковь Иоанна Богослова на Ишне
Церковь Иоанна Богослова на Ишне — деревянный православный храм, расположенный в 3 км к юго-западу от Ростова в небольшом селе Богослов на реке Ишне. Построена в 1687 году архимандритом Авраамиевского монастыря Герасимом в память явления на этом месте Иоанна Богослова Авраамию Ростовскому. Это самый древний деревянный храм в Ярославской области.
По общей композиции принадлежит к типу ярусных церквей, распространённых в России в конце XVII века. По принятой традиции, здание, приходившее в ветхость, заменяли новым, размеры и формы которого повторяли, как правило, предшествующую постройку. Эта церковь запоминается прежде всего совершенством пропорций и соотношений объёмов. Вознесенный на высокий подклет, храм господствует над окружающей местностью. Его внутреннее пространство производит не меньшее впечатление, чем наружный облик. Низкая, полутёмная галерея с волоковыми окнами резко контрастирует с высоким, наполненным светом пространством самого храма и трапезной. Их стены настолько чисто выструганы, что кажутся полированными. Образы из иконостаса и резные позолоченные Царские врата 1562 года работы мастера Исайи сегодня экспонируются в Государственном музее-заповеднике «Ростовский кремль», филиалом которого является церковь. В самом же храме находится точная копия Царских врат.
Церковь неоднократно использовали в качестве фона для сцен исторических кинофильмов, в частности, телесериала Раскол.
В 2023 году на капитальный ремонт храма выделили 2,7 млн рублей .